# Kana Abe
Kana Abe –en japonés, 阿部 香菜, Abe Kana– (Ishinomaki, 25 de abril de 1988) es una deportista japonesa que compitió en judo. Ganó una medalla de bronce en los Juegos Asiáticos de 2014 en la categoría de –63 kg.

## Palmarés internacional
| Juegos Asiáticos | Juegos Asiáticos        | Juegos Asiáticos  | Juegos Asiáticos |
| Año              | Lugar                   | Medalla           | Categoría        |
| ---------------- | ----------------------- | ----------------- | ---------------- |
| 2014             | Incheon (Corea del Sur) | Medalla de bronce | –63 kg           |